# Labochirus tauricornis
Labochirus tauricornis är en spindeldjursart som beskrevs av Pocock 1894. Labochirus tauricornis ingår i släktet Labochirus och familjen Thelyphonidae. Inga underarter finns listade i Catalogue of Life.